# QoS
QoS (được viết tắt từ tiếng Anh "Quality of Service" - Chất lượng dịch vụ) là thuật ngữ dùng trong lĩnh vực viễn thông, đề cập đến các kỹ thuật dùng trong các mạng chuyển mạch gói/tế bào sau đây:
- QoS mạng IP
- QoS mạng ATM
- QoS mạng IP/MPLS